# Temporada da LEB Ouro de 2023-24
A Temporada da LEB Ouro de 2023–24 foi a 27.ª edição da competição de secundária do basquetebol masculino da Espanha segundo sua pirâmide estrutural. É organizada pela Federação Espanhola de Basquete, sendo sua primeira liga. A liga credencia ao seu campeão da temporada regular e ao vencedor do final four (fase final que engloba semifinais e final) vagas para disputar a próxima temporada da Liga ACB.

## Clubes Participantes
Ao término da temporada 2022-23 Melilla, Juaristi ISB, Bueno Arenas Albacete Basket foram rebaixados por critérios desportivos pois ocuparam as 3 últimas posições na tabela da temporada regular, porém a equipe do Afanion Almansa, alegou problemas financeiros e optou por jogar a Liga Prata em 2023-24 , dessa forma o Melilla permaneceu na Liga Ouro.
MoraBanc Andorra e Zunder Palencia foram promovidos e em seu lugar ingressaram Baloncesto Fuenlabrada e Real Betis Baloncesto
| Clube                              | Cidade                | Arena                                   |
| ---------------------------------- | --------------------- | --------------------------------------- |
| Alimerka Oviedo Baloncesto         | Oviedo                | Polideportivo de Pumarín                |
| Amics Castelló                     | Castellón de la Plana | Pabellón Ciutat de Castelló             |
| Baloncesto Fuenlabrada             | Fuenlabrada           | Polideportivo Fernando Martín           |
| Cáceres Patrimonio de la Humanidad | Cáceres               | Multiusos Ciudad de Cáceres             |
| Club Ourense Baloncesto            | Ourense               | Pazo dos Deportes Paco Paz              |
| Grupo Alega Cantabria              | Torrelavega           | Pavilhão Vicente Trueba                 |
| Grupo Ureta Tizona Burgos          | Burgos                | Polideportivo Municipal El Plantío      |
| Guuk Gipuzkoa Basket               | Guipúscoa             | Arena San Sebastián                     |
| Hestia Menorca                     | Maó                   | Pavilhão Menorca                        |
| HLA Alicante                       | Alicante              | Pavilhão Pedro Ferrandíz                |
| ICG Força Lleida                   | Lleida                | Pavelló Barris Nord                     |
| Leyma Coruña                       | A Coruña              | Pazo dos Deportes de Riazor             |
| Melilla Ciudad del Deporte         | Melilla               | Pabellón Javier Imbroda Ortiz           |
| Movistar Estudiantes               | Madrid                | Wizink Center                           |
| Real Betis Baloncesto              | Sevilha               | Palacio Municipal de Deportes San Pablo |
| Rio Verde Clavijo                  | Logronho              | Palacio dos Esportes de La Rioja        |
| San Pablo Burgos                   | Burgos                | Coliséu Burgos                          |
| UEMC Real Valladolid Baloncesto    | Valladolid            | Pisuerga                                |

|  |                                               |
|  | Promovido da Liga Prata na temporada anterior |
|  | Rebaixado da Liga ACB na temporada anterior   |

## Formato
A competição é disputada por dezoito equipes disputando temporada regular em formato todos contra todos com total de 34 jogos disputados por equipe, sendo que a equipe campeão dessa fase torna-se credenciada para disputar a Liga ACB na próxima temporada. Após essa fase, disputam-se os "playoffs de promoção" que credencia o campeão final a disputar também a liga de elite.

## Temporada Regular

### Tabela de Classificação
| Pos. | Clube                              | P  | Jogos | Jogos | Jogos | Pontos | Pontos | Classificação                |
| Pos. | Clube                              | P  | J     | V     | D     | P+     | P-     |                              |
| ---- | ---------------------------------- | -- | ----- | ----- | ----- | ------ | ------ | ---------------------------- |
| 1    | Leyma Coruña                       | 34 | 27    | 7     | 3042  | 2763   | 61     | Promovido à Liga ACB         |
| 2    | Longevida San Pablo Burgos         | 34 | 26    | 8     | 2964  | 2601   | 60     | Playoffs                     |
| 3    | ICG Força Lleida                   | 34 | 26    | 8     | 2794  | 2546   | 60     | Playoffs                     |
| 4    | Movistar Estudiantes               | 34 | 25    | 9     | 2856  | 2588   | 59     | Playoffs                     |
| 5    | Grupo Ureta Tizona Burgos          | 34 | 25    | 9     | 3049  | 2725   | 59     | Playoffs                     |
| 6    | Guuk Gipuzkoa Basket               | 34 | 23    | 11    | 2819  | 2634   | 57     | Playoffs                     |
| 7    | HLA Alicante                       | 34 | 19    | 15    | 2699  | 2608   | 53     | Playoffs                     |
| 8    | UEMC Real Valladolid Baloncesto    | 34 | 18    | 16    | 2636  | 2715   | 52     | Playoffs                     |
| 9    | Real Betis Baloncesto              | 34 | 17    | 17    | 2755  | 2669   | 51     | Playoffs                     |
| 10   | Baloncesto Fuenlabrada             | 34 | 16    | 18    | 2644  | 2660   | 50     |                              |
| 11   | Club Ourense Baloncesto            | 34 | 14    | 20    | 2504  | 2690   | 48     |                              |
| 12   | Hestia Menorca                     | 34 | 14    | 20    | 2474  | 2617   | 48     |                              |
| 13   | Alimerka Oviedo Baloncesto         | 34 | 13    | 21    | 2676  | 2731   | 47     |                              |
| 14   | Grupo Alega Cantabria              | 34 | 11    | 23    | 2644  | 2825   | 45     |                              |
| 15   | Amics Castelló                     | 34 | 11    | 23    | 2692  | 2947   | 45     |                              |
| 16   | Melilla Ciudad del Deporte         | 34 | 10    | 24    | 2577  | 2788   | 44     | Rebaixados para a Liga Prata |
| 17   | Cáceres Patrimonio de la Humanidad | 34 | 6     | 28    | 2515  | 2885   | 40     | Rebaixados para a Liga Prata |
| 18   | Rio Verde Clavijo                  | 34 | 5     | 29    | 2384  | 2732   | 39     | Rebaixados para a Liga Prata |

### Calendário Temporada Regular
| Casa\Visitante                     | OVI    | CAS   | FUE    | CAC     | OUR    | CAN    | TIZ    | GIP    | MEN    | ALI   | LLE    | COR    | MEL   | EST    | BET    | CLA    | BUR     | VAL   |
| ---------------------------------- | ------ | ----- | ------ | ------- | ------ | ------ | ------ | ------ | ------ | ----- | ------ | ------ | ----- | ------ | ------ | ------ | ------- | ----- |
| Alimerka Oviedo Baloncesto         |        | 80-81 | 81-60  | 89-71   | 87-78  | 86-81  | 60-75  | 81-86  | 78-84  | 89-83 | 73-75  | 78-83  | 71-79 | 61-75  | 86-81  | 80-59  | 75-71   | 83-66 |
| Amics Castelló                     | 83-61  |       | 77-73  | 90-86   | 78-81  | 92-89  | 72-112 | 80-90  | 83-84  | 83-61 | 92-98  | 74-83  | 90-85 | 68-84  | 88-100 | 79-72  | 81-94   | 80-84 |
| Baloncesto Fuenlabrada             | 74-69  | 85-98 |        | 94-67   | 76-66  | 73-78  | 79-85  | 81-71  | 75-81  | 74-69 | 73-75  | 88-82  | 93-74 | 55-80  | 81-71  | 78-75  | 64-72   | 85-58 |
| Cáceres Patrimonio de la Humanidad | 86-78  | 81-84 | 71-97  |         | 71-77  | 71-73  | 64-66  | 68-86  | 63-56  | 75-84 | 77-100 | 84-81  | 90-76 | 60-83  | 64-61  | 85-78  | 60-81   | 79-87 |
| Club Ourense Baloncesto            | 88-83  | 93-80 | 68-80  | 73-61   |        | 65-72  | 72-79  | 76-87  | 61-66  | 77-68 | 73-80  | 84-87  | 59-65 | 92-71  | 84-83  | 68-51  | 64-91   | 99-77 |
| Grupo Alega Cantabria              | 84-83  | 91-80 | 81-74  | 95-75   | 76-80  |        | 67-94  | 96-106 | 95-77  | 65-82 | 75-63  | 81-83  | 75-69 | 67-81  | 67-78  | 71-75  | 72-84   | 81-82 |
| Grupo Ureta Tizona Burgos          | 109-93 | 80-66 | 119-77 | 92-87   | 85-80  | 93-84  |        | 101-76 | 83-88  | 90-75 | 72-79  | 92-103 | 89-74 | 90-83  | 101-80 | 110-76 | 110-96  | 92-86 |
| Guuk Gipuzkoa Basket               | 67-58  | 92-78 | 81-70  | 88-64   | 99-65  | 76-67  | 76-74  |        | 87-79  | 97-87 | 87-72  | 84-91  | 88-80 | 83-85  | 93-99  | 84-66  | 80-78   | 84-81 |
| Hestia Menorca                     | 90-74  | 85-65 | 85-88  | 86-67   | 50-74  | 84-68  | 77-78  | 89-81  |        | 57-76 | 67-70  | 56-51  | 66-83 | 67-75  | 75-84  | 68-67  | 82-90   | 76-57 |
| HLA Alicante                       | 83-73  | 86-64 | 83-79  | 88-73   | 91-82  | 89-79  | 94-89  | 71-70  | 67-61  |       | 74-79  | 84-74  | 90-66 | 75-65  | 73-78  | 92-56  | 73-83   | 54-75 |
| ICG Força Lleida                   | 90-84  | 97-82 | 90-73  | 95-71   | 90-55  | 88-77  | 66-86  | 75-68  | 105-70 | 91-77 |        | 83-85  | 96-62 | 93-79  | 88-75  | 79-72  | 77-72   | 81-56 |
| Leyma Coruña                       | 88-77  | 95-82 | 83-86  | 97-80   | 106-77 | 119-90 | 97-91  | 67-84  | 105-73 | 79-74 | 97-81  |        | 97-82 | 114-88 | 92-78  | 100-77 | 104-103 | 80-66 |
| Melilla Ciudad del Deporte         | 84-81  | 76-65 | 65-87  | 95-79   | 67-81  | 71-84  | 83-73  | 82-93  | 74-92  | 69-73 | 75-80  | 74-80  |       | 80-81  | 83-87  | 91-68  | 79-92   | 80-81 |
| Movistar Estudiantes               | 76-87  | 95-79 | 98-83  | 89-73   | 97-56  | 101-61 | 103-85 | 93-81  | 81-56  | 93-75 | 75-72  | 76-78  | 85-72 |        | 93-87  | 84-59  | 57-77   | 91-92 |
| Real Betis Baloncesto              | 85-94  | 98-77 | 79-78  | 80-62   | 72-48  | 80-70  | 84-85  | 81-83  | 88-57  | 97-78 | 73-74  | 77-81  | 86-70 | 77-86  |        | 94-85  | 76-88   | 70-69 |
| Rio Verde Clavijo                  | 78-81  | 93-96 | 58-67  | 78-76   | 78-82  | 99-84  | 61-78  | 56-76  | 64-55  | 69-86 | 60-72  | 88-94  | 62-64 | 73-77  | 62-56  |        | 62-79   | 69-77 |
| Longevida San Pablo Burgos         | 87-68  | 91-67 | 81-69  | 109-102 | 105-55 | 88-69  | 104-97 | 75-70  | 90-69  | 98-95 | 79-66  | 77-75  | 99-72 | 87-91  | 82-94  | 83-66  |         | 94-69 |
| UEMC Real Valladolid Baloncesto    | 91-92  | 89-71 | 87-72  | 99-72   | 81-71  | 84-79  | 63-94  | 71-65  | 70-66  | 69-84 | 80-74  | 94-111 | 73-76 | 73-88  | 72-66  | 86-72  | 91-84   |       |

## Playoffs

### Quartas de final
| Time 1                     | Série | Time 2                          | 1º Jogo  | 2º Jogo | 3º Jogo | 4º Jogo | 5º Jogo |
| -------------------------- | ----- | ------------------------------- | -------- | ------- | ------- | ------- | ------- |
| Movistar Estudiantes       | 3 - 2 | Real Betis Baloncesto           | 86 - 77  | 98 - 73 | 84 - 90 | 65 - 77 | 65 - 54 |
| Grupo Ureta Tizona Burgos  | 3 - 2 | Guuk Gipuzkoa Basket            | 108 - 90 | 90 - 92 | 87 - 77 | 79 - 82 | 76 - 73 |
| Longevida San Pablo Burgos | 3 - 0 | UEMC Real Valladolid Baloncesto | 81 - 59  | 91 - 61 | 91 - 75 |         |         |
| ICG Força Lleida           | 3 - 0 | HLA Alicante                    | 84 - 73  | 88 - 68 | 73 - 58 |         |         |

## Final Four
A comissão executiva da Federação Espanhola de Basquetebol decidiu pela realização do Final Four da Liga Ouro na Madrid Arena.

### Semifinal
| Time 1                     | Placar  | Time 2                    |
| -------------------------- | ------- | ------------------------- |
| Movistar Estudiantes       | 86 - 62 | Grupo Ureta Tizona Burgos |
| Longevida San Pablo Burgos | 77 - 80 | ICG Força Lleida          |

### Final
| Time 1               | Placar  | Time 2           |
| -------------------- | ------- | ---------------- |
| Movistar Estudiantes | 70 - 85 | ICG Força Lleida |

## Promoção e rebaixamento
- Classificados para a Liga ACB em 2024-25: Leyma Coruña[11], ICG Força Lleida[12]
- Rebaixados para jogar a Liga Prata em 2024-25: Rio Verde Clavijo, Cáceres Patrimonio de la Humanidad, Melilla Ciudad del Deporte[13][14]

## Copa Princesa de Astúrias 2024
Em partida única disputada em Madrid, enfrentaram-se os dois primeiros colocados na tabela na metade da temporada regular. O troféu é realizado em homenagem à Leonor, Princesa das Astúrias, herdeira ao trono da Espanha.
| 28 de janeiro de 2024 12:30 UTC+0 | relatório | Movistar Estudiantes                          | 80–72 | Leyma Coruña |  | WiZink Center, Madrid |  |
| 28 de janeiro de 2024 12:30 UTC+0 | relatório | Placar por quarto: 21-22, 21-17, 11-16, 27-18 |       |              |  | WiZink Center, Madrid |  |

### Premiação
| Copa Princesa de Astúrias 2024 |
| ------------------------------ |
| Movistar Estudiantes 3º Título |

## Artigos relacionados
- Liga Endesa
- Seleção Espanhola de Basquetebol